# Mazerolles-du-Razès
 Mazerolles-du-Razès  es una comuna y población de Francia, en la región de Languedoc-Rosellón, departamento de Aude, en el distrito de Limoux y cantón de Alaigne. Está integrada en la Communauté de communes du Razès Malepère .

## Demografía
Su población en el censo de 1999 era de 181 habitantes.
| 293 | 265 | 213 | 180 | 179 | 181 |
| Para los censos de 1962 a 1999 la población legal corresponde a la población sin duplicidades (Fuente: INSEE [Consultar]) |     |     |     |     |     |